# CSPG4
CSPG4‏ (Chondroitin sulfate proteoglycan 4) هوَ بروتين يُشَفر بواسطة جين CSPG4 في الإنسان.